# UFC 132
UFC 132: Cruz vs. Faber è stato un evento di arti marziali miste tenuto dalla Ultimate Fighting Championship il 2 luglio 2011 alla MGM Grand Garden Arena a Las Vegas, Nevada, Stati Uniti.
In Italia la card principale è stata trasmessa in pay per view su Sky Sport alle ore 3 italiane.

## Background
UFC 132 avrebbe originariamente includere un match tra B.J. Penn e Jon Fitch, ma entrambi furono costretti a rinunciare a causa di infortuni.
Evan Dunham avrebbe dovuto affrontate George Sotiropoulos ma fu costretto a rinunciare a causa di un infortunio e sostituito nella card con Rafael dos Anjos.
Jason Miller avrebbe dovuto affrontare Aaron Simpson a questo evento. In seguito, Miller fu rimosso dalla card dopo aver accettato di essere uno degli allenatori della quattordicesima stagione di The Ultimate Fighter, venendo sostituito da Brad Tavares.
Cub Swanson avrebbe dovuto combattere contro Erik Koch ma fu costretto a rinunciare a causa di un infortunio. Koch fu invece spostato a UFC Fight Night 25 contro Jonathan Brookins.

## Risultati

### Card preliminare
- Incontro categoria Pesi Gallo:  Jeff Hougland contro  Donny Walker

Hougland sconfisse Walker per decisione unanime (29–28, 29–28, 30–27).
- Incontro categoria Pesi Leggeri:  Anthony Njokuani contro  Andre Winner

Njokuani sconfisse Winner per decisione unanime (30–26, 30–26, 30–27).
- Incontro categoria Pesi Medi:  Brad Tavares contro  Aaron Simpson

Simpson sconfisse Tavares per decisione unanime (30–27, 30–27, 30–27).
- Incontro categoria Pesi Gallo:  Brian Bowles contro  Takeya Mizugaki

Bowles sconfisse Mizugaki per decisione unanime (30–27, 30–27, 29–28).
- Incontro categoria Pesi Leggeri:  George Sotiropoulos contro  Rafael dos Anjos

dos Anjos sconfisse Sotiropoulos per KO (pugno) a 0:59 del primo round.
- Incontro categoria Pesi Leggeri:  Melvin Guillard contro  Shane Roller

Guillard sconfisse Roller per KO (pugni) a 2:12 del primo round.

### Card principale
- Incontro categoria Pesi Welter:  Carlos Condit contro  Kim Dong-Hyun

Condit sconfisse Hyun Kim per TKO (ginocchiata volante e pugni) a 2:58 del primo round.
- Incontro categoria Pesi Mediomassimi:  Tito Ortiz contro  Ryan Bader

Ortiz sconfisse Bader per sottomissione (strangolamento a ghigliottina) a 1:56 del primo round.
- Incontro categoria Pesi Leggeri:  Dennis Siver contro  Matt Wiman

Siver sconfisse Wiman per decisione unanime (29–28, 29–28, 29–28).
- Incontro categoria Pesi Medi:  Wanderlei Silva contro  Chris Leben

Leben sconfisse Silva per KO (montante) a 0:27 del primo round.
- Incontro per il titolo dei Pesi Gallo:  Dominick Cruz (c) contro  Urijah Faber

Cruz sconfisse Faber per decisione unanime (50–45, 49–46, 48–47) mantenendo il titolo dei pesi gallo.

## Premi
Ai vincitori sono stati assegnati 75.000$ per i seguenti premi:
- Fight of the Night:  Dominick Cruz contro  Urijah Faber
- Knockout of the Night:  Carlos Condit
- Submission of the Night:  Tito Ortiz